# Hemieuxoa lahoulicola
Hemieuxoa lahoulicola là một loài bướm đêm trong họ Noctuidae.